# Stephanie von Orelli
Stephanie Regula von Orelli (* 25. Februar 1966 in Basel) ist eine Schweizer Fachärztin für Gynäkologie und Geburtshilfe und war Chefärztin der Frauenklinik des Stadtspitals Triemli in Zürich, bis Ende März 2025.
Ab September 2025 arbeitet Stephanie von Orelli in der privaten, gynäkologischen Arztpraxis der Praxis Gyné Lang in Küsnacht ZH.

## Leben
Von Orelli stammt aus der Familie von Orelli, einem langobardischen Adelsgeschlecht. Ihre Eltern sind beide Ärzte. Sie hat Humanmedizin an der Universität Zürich studiert und 1992 ihr Staatsexamen absolviert. Sie ist Fachärztin für Gynäkologie und Geburtshilfe mit den Schwerpunkten Brusterkrankungen, gynäkologische Krebsoperationen sowie Geburtshilfe. Die klinische Dozentin ist Lehrbeauftragte an der Universität Zürich.
Von Orelli arbeitete in der Chirurgie im Stadtspital Waid sowie am Triemlispital und war von 2004 bis 2008 leitende Ärztin an der Klinik für Gynäkologie am Universitätsspital Zürich. Von 2008 bis 2012 teilte sie sich als Co-Chefärztin die Verantwortung für die Frauenklinik Maternité Triemli mit Brida von Castelberg, die 2012 in Frühpension ging. Von 2012 bis 2017 war sie alleine Chefärztin der Frauenklinik in der Maternité Triemli. Ab 2017 teilte von Orelli die Stelle als Chefärztin mit Natalie Gabriel in einem 80 Prozent-Pensum. Die Stelle als Departementsleiterin und Mitglied der Geschäftsleitung führte Stephanie von Orelli bis zu ihrem Weggang, Ende März 2025. Orelli arbeitet in einem 80-Prozent-Pensum, um Zeit mit ihren Kindern verbringen zu können; seit 2017 gemeinsam mit Natalie Gabriel erneut im Jobsharing-Modell auf Chefarztebene.
Seit 1. April 2025 führt Natalie Gabriel die Frauenklinik Triemli alleine als Chefärztin.
Sie ermutigt Frauen, Karriere zu machen und hält weibliche Rollenmodelle für „sehr wichtig“. Sie führt ein großes Team mit überwiegend Ärztinnen und zwei Ärzten. In ihrer Klinik coachen und begleiten in einem Patensystem erfahrene Ärztinnen die jüngeren Assistenz- und Oberärztinnen.
Das Schweizer Fernsehen und 3sat strahlten 2016 ein längeres Porträt über Stefanie von Orelli mit dem Titel Die Chefärztin aus. Themenschwerpunkt war die Vereinbarkeit von Karriere und Kindern.
Von Orelli ist mit dem Architekten Xavier Temme verheiratet und Mutter von drei Kindern.